# فرانکلین، شهرستان فرانکلین، نیویورک
فرانکلین شهرکی واقع در شهرستان فرانکلین، نیویورک، ایالات متحده است. در سرشماری ۲۰۰۰ این شهرک جمعیت کلی برابر با ۱۱۹۷ نفر داشته است.